# 서쿠르두판주

서쿠르두판주의 위치

서쿠르두판주(아랍어: غرب كردفان)는 수단의 주로 주도는 알풀라(Al-Fulah)이다. 쿠르두판을 구성하는 3개 주 가운데 하나이다. 2005년 8월 남쿠르두판주에 합병되면서 폐지되었다가 2013년 재설립되었다.